# KRACK

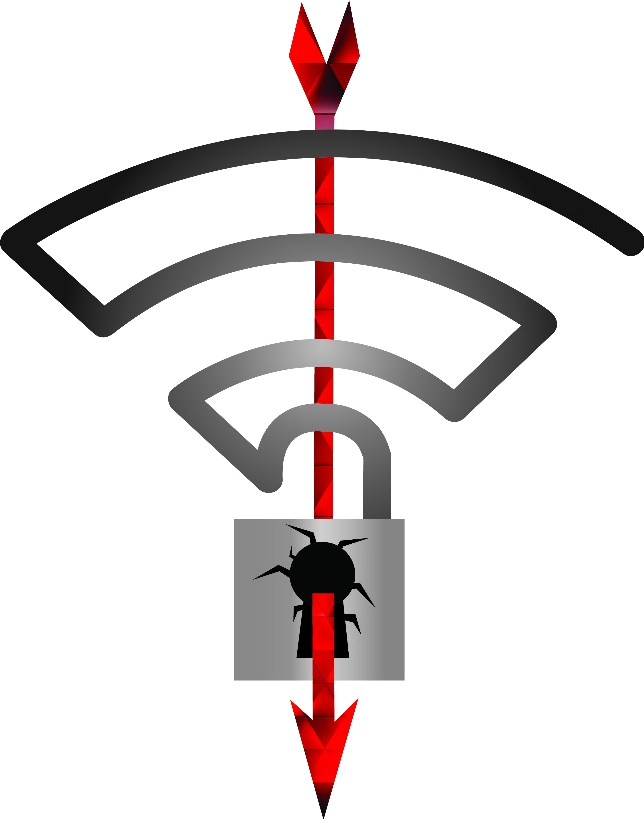
Logo de l'attaque KRACK.

KRACK (acronyme de Key Reinstallation Attack) est une faille de sécurité sévère de type attaque par rejeu sur le protocole Wi-Fi découverte en 2016 par les chercheurs belges Mathy Vanhoef et Frank Piessens de la KU Leuven et publiée en octobre 2017.
En réinitialisant plusieurs fois le nonce de la troisième étape du protocole IEEE 802.11i (WPA2), un attaquant parvient à découvrir la clé de chiffrement du trafic, et ainsi espionner le trafic circulant en Wi-Fi et récupérer des données confidentielles.
La faiblesse ne se trouve pas dans une implémentation, mais dans le standard Wi-Fi lui-même, par conséquent toutes les plates-formes comme Windows, Mac, Android, ou Linux sont potentiellement vulnérables.
Le logiciel wpa_supplicant, présent sur Android et Linux présente en plus une faiblesse permettant l'espionnage par une attaque de l'homme du milieu.

## Correctifs
Microsoft déploie le 10 octobre 2017 le correctif pour Windows.
Google déploie les correctifs pour Android au début de novembre 2017.